# باد نائوهایم
شهر باد نائوهایم شهری با کیفیت استراحتگاه و دارای منابع آب گرم گوگردی در ایالت هسن، واقع در کشور آلمان است.

## نگارخانه

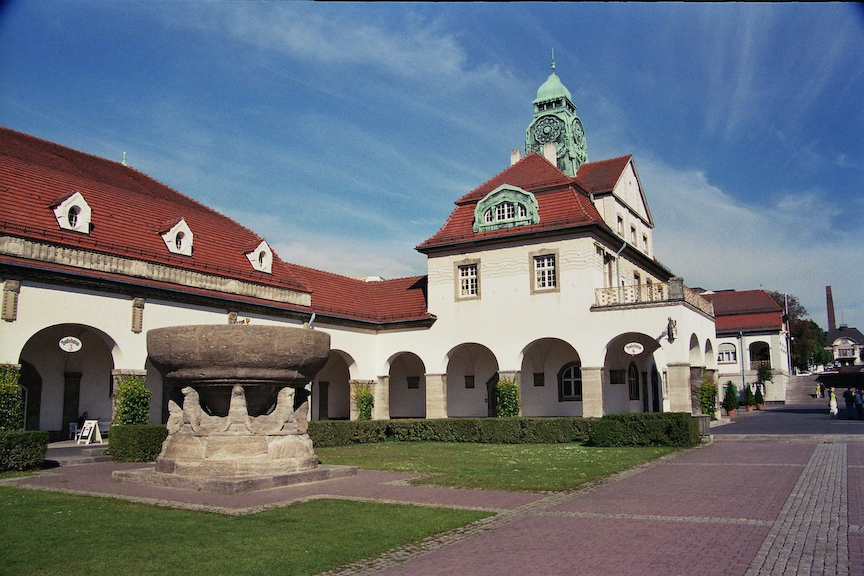
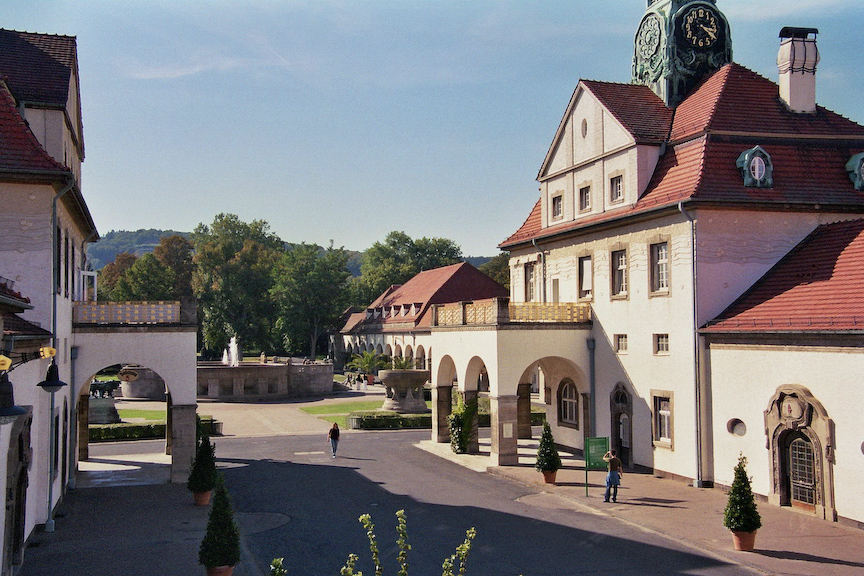
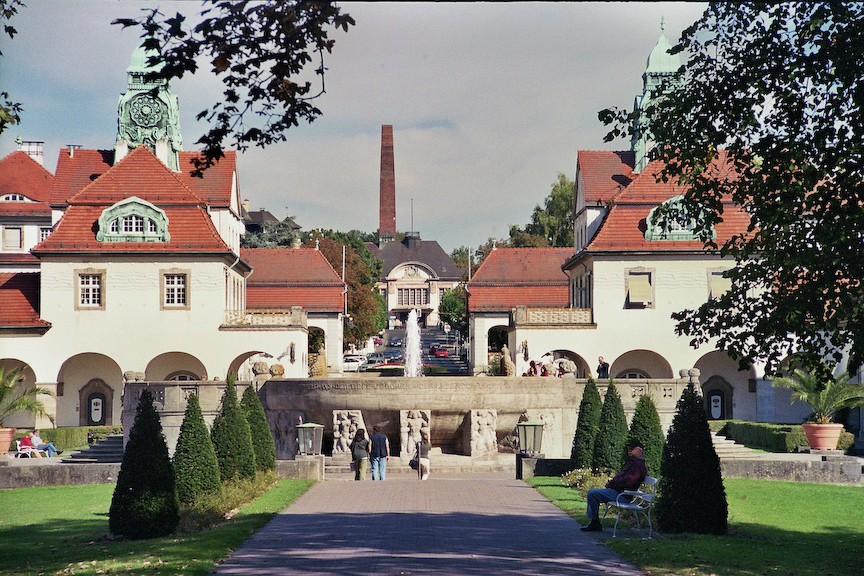
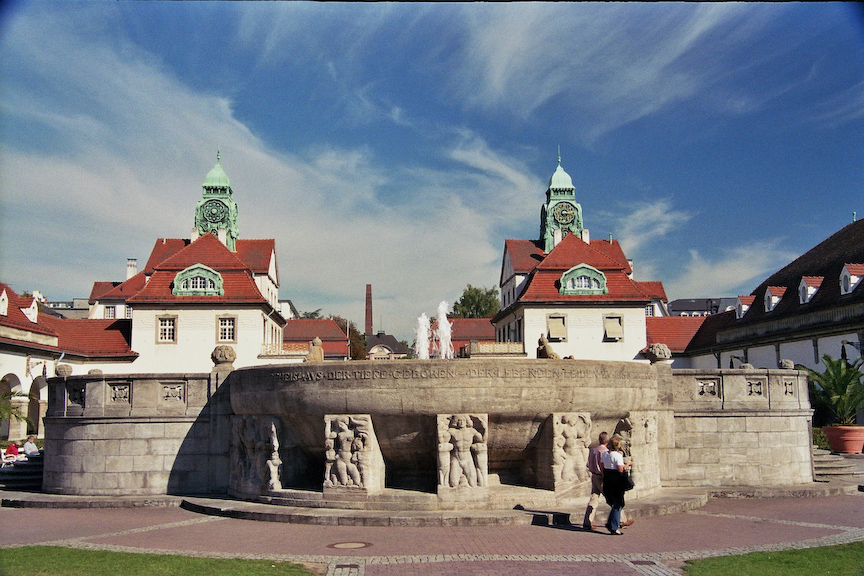